# Lance Bass
James Lance Bass (* 4. května 1979) je americký zpěvák, tanečník, herec, filmový a televizní producent a autor. Vyrostl v Mississippi a proslavil se jako zpěvák americké popové chlapecké skupiny 'N Sync. Úspěch 'N Sync vedl Basse k práci ve filmu a televizi. Hrál ve filmu On The Line z roku 2001, který vytvořila jeho společnost Bacon & Eggs. Bass později vytvořil druhou produkční společnost, Lance Bass Productions. Bassova hudební kariéra spočívala především v jeho zpěvu s 'N Sync a vedení malé manažerské společnosti. Bass a jeho matka soutěžili s dalšími duety v sérii FOX reality cooking My My Rules Rules. Je otevřeným homosexuálem.